# Великі Абакаси
Великі Абака́си (рос. Большие Абакасы, чув. Пысăк Упакасси) — присілок у складі Ібресинського району Чувашії, Росія. Адміністративний центр Великоабакасинського сільського поселення.
Населення — 844 особи (2010; 864 у 2002).
Національний склад:
- чуваші — 97 %

## Персоналії
- Ельгер Семен Васильович — чуваський радянський письменник.